# Lâu đài Chojnik
Lâu đài Chojnik (phát âm [ˈxɔjɲik], tiếng Đức: Kynast, 1945 tiếng Ba Lan: Chojnasty) là một lâu đài nằm phía trên thị trấn Sobieszów, ngày nay là một phần của Jelenia Góra ở phía tây nam Ba Lan. Nó vẫn đứng trên đỉnh đồi Chojnik (627m) trong Vườn quốc gia Karkonosze, nhìn ra thung lũng Jelenia Góra.
Việc xây dựng pháo đài bắt nguồn từ thời Silesian Piasts và trong phần lớn thời gian của nó là thuộc sở hữu của gia đình quý tộc Schaffgotsch. Ngày nay, thành trì bán đổ nát là một điểm thu hút hấp dẫn khách du lịch và có một khách sạn và một nhà hàng.

## Lịch sử
Lâu đài Chojnik ban đầu được xây dựng theo lệnh của Công tước Bolko I the Strict vào năm 1292 tại địa điểm của một nhà nghỉ săn bắn cũ được xây dựng bởi cha ông Bolesław II the Bald. Pháo đài này là để bảo vệ biên giới của Công tước Jawor của Bolko chống lại sự đe dọa của Wenceslaus II, Bohemia. Cháu trai của Bolko Bolko II the Small, công tước Piast độc lập cuối cùng, đã xây dựng lại lâu đài bắt đầu từ năm 1355.
Sau khi Bolko II qua đời mà không có con vào năm 1368, góa phụ Agnes von Habsburg đã bán lâu đài cho một trong những cận thần, hiệp sĩ Gotsche Schoff. Gotsche II Schoff đã hiện đại hóa và mở rộng lâu đài vào năm 1393. Trong cùng năm đó, ông đã quyên tặng nhà nguyện gothic, được hoàn thành vào năm 1403. Nhà nguyện dành cho Thánh Catherine và Thánh George có những bức tranh nghệ thuật được bảo tồn cho đến Thế chiến II. Lâu đài tồn tại trong nhiều thế kỷ tiếp theo mà không bị thiệt hại. Nó đã chịu được các cuộc tấn công của Hussites vào năm 1426 và bởi vua Matthias Corvinus của Hungary, người mà sau chiến dịch năm 1469 đã phá hủy nhiều lâu đài Silesian. Năm 1529, Ulrich I von Schaffgotsch đã mở rộng tòa nhà với hai tòa nhà, kho và một trụ cột, và vào cuối thế kỷ XVI, các sửa đổi Phục hưng đã được thực hiện. 

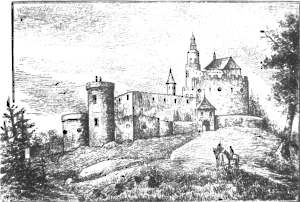
Thuật in của lâu đài Chojnik từ đầu thế kỷ 19

Trong Chiến tranh Ba mươi năm Hans Ulrich von Schaffgotsch, Lord of Kynast - mặc dù là người phản kháng - sau Trận chiến Núi Trắng năm 1620 đã ủng hộ Hoàng đế Ferdinand II và từng là một tướng lĩnh trong quân đội Hoàng gia dưới thời Albrecht von Wallenstein. Sau cuộc đàn áp và ám sát của Wallenstein năm 1634, Schaffgotsch - người nói dối của ông bị bắt, bị buộc tội phản quốc cao và bị xử tử một năm sau đó. Ferdinand II đã chiếm giữ tài sản của mình và có lâu đài Kynast bị quân đội chiếm đóng, người chống lại các cuộc tấn công của lực lượng Thụy Điển. Ferdinand III đã thêm các pháo đài mới vào lâu đài vào năm 1648 và cuối cùng đã đưa nó trở lại với Christoph Leopold von Schaffgotsch, con trai của Hans Ulrich, vào năm 1650. Vẫn trong suốt cuộc đời sau này, vào năm 1675, lâu đài chưa bao giờ bị chinh phục đã bị thiêu rụi hoàn toàn sau khi bị sét đánh và không được xây dựng lại.
Gia đình đã di chuyển xuống thung lũng đến cung điện cũ của Warmbrunn (ngày nay là Cieplice ląskie -Zdrój) và lâu đài bị phá hủy đã trở thành một điểm thu hút khách du lịch vào đầu thế kỷ XVIII. Nó đã được viếng thăm bởi hoàng gia Phổ và các nhà thơ như Heinrich von Kleist và Johann Wolfgang von Goethe cũng như Theodor Körner, người đã bất tử hóa sự hủy hoại trong một trong những bài thơ của mình và khiến nó nổi tiếng khắp nước Đức. Năm 1822, Schaffgotschs đã thêm một quán rượu và chỗ ẩn náu vào lâu đài và ba năm sau đó đã xây dựng lại tòa tháp. Trong những năm 1920, các truyền thuyết cũ đã được Waldemar Müller-Erhardt hồi sinh, và trong những năm tiếp theo, những vở kịch dân gian này đã được trình diễn ở đó.
Các tàn tích vẫn còn trong tài sản của triều đại Schaffgotsch cho đến năm 1945, gia đình bị trục xuất. Năm 1964, nhà nước Ba Lan đã khôi phục lại tàn tích và xây dựng lại túp lều trên núi.

## Huyền thoại Kunegunda
Các tàn tích của Chojnik gắn liền với huyền thoại Kunegunda, con gái của một lãnh chúa lâu đài được nhiều hiệp sĩ theo đuổi. Vì cô không có ý định kết hôn, cô hứa sẽ kết hôn với người đàn ông dũng cảm, người sẽ hoàn thành một cuộc đùa dọc theo các bức tường của lâu đài trên lưng ngựa, biết rằng trên sườn dốc, ngựa và người cưỡi phải rơi vào vực thẳm. Nhiều người đã cố gắng và đã chết cho đến khi một nhà quý tộc kiêu hãnh xuất hiện, người đã thu hút ánh mắt của Kunegunda. Mặc dù cô tuyên bố từ bỏ điều kiện tiên quyết và kết hôn với anh ta ngay lập tức, hiệp sĩ vẫn khăng khăng chấp nhận rủi ro và anh ta đã thành công. Thay vì chấp nhận lời cầu hôn của cô, anh mắng cô vì sự tàn nhẫn của cô và bỏ đi. Kunegunda tuy nhiên, vô cùng bẽ mặt, lao xuống vực thẳm.